# Acerastes accolens
Acerastes accolens là một loài tò vò trong họ Ichneumonidae.